# Triplalepidina
Triplalepidina es un género de foraminífero bentónico considerado un sinónimo posterior de Nephrolepidina de la subfamilia Helicolepidininae, de la familia Lepidocyclinidae, de la superfamilia Asterigerinoidea, del suborden Rotaliina y del orden Rotaliida. Su especie tipo era Triplalepidina veracruziana. Su rango cronoestratigráfico abarcaba el Eoceno.

## Clasificación
Triplalepidina incluye a la siguiente especie:
- Triplalepidina veracruziana †